# Maserati Quattroporte
O Quattroporte é um sedan de quatro portas superesportivo da Maserati, desenvolvido em parceria com a Ferrari. O nome traduzido do italiano significa literalmente "quatro portas". O carro está atualmente em sua sexta geração, com o primeiro introduzido em 1963, e o modelo atual lançado em 2016.